# BIIK Kazygurt
BIIK Kazygurt ist ein kasachischer Fußballverein aus Schymkent, der vor allem für seine Frauenfußballmannschaft bekannt ist.

## Geschichte
BIIK Kazygurt entstand 2009 aus der Übersiedlung des 2004 gegründeten Alma-KTZh aus Almaty. Der Vorgänger hatte seit seiner Gründung fünfmal in Folge zwischen 2004 und 2008 den kasachischen Meistertitel gewonnen. Die Erfolgsserie setzte der Klub fort und gewann 2011 seinen ersten Titel. Ab 2013 avancierte BIIK zur dominierenden Mannschaft im kasachischen Frauenfußball und wurde zum Serienmeister. In der Folge nahm sie regelmäßig an der UEFA Women’s Champions League teil. Zudem dominiert BIIK Kazygurt den kasachischen Pokal.
Die Männermannschaft von BIIK Kazygurt spielte zeitweise ebenfalls in der Ersten Liga, stieg aber nach zweijähriger Zugehörigkeit am Ende der Spielzeit 2013 wieder ab.